# DeWitt Bristol Brace
DeWitt Bristol Brace (* 5. Januar 1859 in Wilson, New York; † 2. Oktober 1905) war ein US-amerikanischer Physiker. Er erlangte Bekanntheit durch seine optischen Experimente, welche unter anderem die Auswirkungen einer möglichen Bewegung der Erde gegen den sogenannten Äther nachprüfen sollte.

## Leben und Werk
DeWitt Bristol Brace bereitete sich auf sein Studium in Lockport vor und graduierte 1881 an der Boston University. Danach verbrachte er zwei Jahre an der Johns-Hopkins-Universität bei Henry Augustus Rowland und zwei Jahre an der Universität von Berlin bei Hermann von Helmholtz und Gustav Robert Kirchhoff, wo er 1885 promovierte. 1887 bis 1888 war er Assistenzprofessor an der University of Michigan und von 1888 bis 1905 Professor für Physik an der University of Nebraska-Lincoln. In Nebraska plante und gründete Brace das Physiklaboratorium. Er erkrankte 1905 und verstarb zum Zeitpunkt der Eröffnung des neuen Laboratoriums, das bis heute seinen Namen trägt.
Brace beschäftigte sich hauptsächlich mit Forschungen zur Optik, und er erfand neue Varianten von Polarisationsfiltern. Dabei führte er eine Reihe von Experimenten aus, welche den Bewegungszustand der Erde im Äther (Ätherwind) bestimmen sollten, wobei die Ergebnisse allesamt negativ waren. Besonders wichtig war dabei die verbesserte Ausführung eines Versuches von Lord Rayleigh, wo er mit großer Genauigkeit nachwies, dass die Lorentzkontraktion nicht zur Doppelbrechung führt (Experimente von Rayleigh und Brace). Auch versuchte er die Lichtgeschwindigkeit mit großer Genauigkeit zu messen, jedoch verstarb er inmitten seiner Arbeiten.
Brace war Fellow und Vizepräsident der American Association for the Advancement of Science, und Mitglied des Council of the American Physical Society.
Am 28. Juli 1999 wurde der Asteroid (10392) Brace nach ihm benannt.

## Schriften
- On Double Refraction in Matter moving through the Aether (Philosophical Magazine, S. 6., Vol. 7, No. 40., April 1904, pp. 317–329)
- The Ether and moving Matter (Congress of arts and science, universal exposition, St. Louis 1904, (1906), vol. 4, pp. 105–117)
- The Negative Results of Second and Third Order Tests of the "Aether Drift," and Possible First Order Methods (Philosophical Magazine (1905), vol. 10, pp. 71–80)
- The Aether "Drift" and Rotary Polarization. (Phil. Mag., London, (Ser. 6), 10, 1905, pp. 383–396)
- A Repetition of Fizeau's Experiment on the Change produced by the Earth's Motion on the Rotation of a Refracted Ray (Phil. Mag., London, (Ser. 6), 10, 1905, pp. 591–599)